# Izumi Yukimura
Izumi Yukimura (20 de marzo de 1937 en Tokio) es una cantante y actriz japonesa. Yukimura hizo su debut en la industria de la música con la canción «Omoide no Warutsu» en 1953. Su estilo de canto varía del jazz al rock and roll. Se convirtió en una de las tres cantantes femeninas más populares en Japón, junto a Chiemi Eri y Hibari Misora.
En su álbum de 1974 Super Generation, interpretó canciones de Ryoichi Hattori junto a cuatro músicos populares: Masataka Matsutoya, Shigeru Suzuki, Tatsuo Hayashi y Haruomi Hosono.
Eri, quien murió en 1982, y Misora, en 1989, también grabaron canciones con Yukimura como una banda en los años cincuenta, aunque no se habían lanzado oficialmente debido a que pertenecían a discográficas diferentes. En el 2004, un álbum incluyendo dichas canciones fue finalmente lanzado al mercado.

## Filmografía
- Alice in Wonderland (1951) canción «Alice in Wonderland» para el lanzamiento de la película en tierras japonesas.
- So Young, So Bright (1955)
- Romantic Daughters (1956)
- Arashi (1956)
- The Badger Palace (1958)
- A Holiday in Tokyo (1958)
- Hanayome-san wa sekai-ichi (1959)
- The Laughing Frog (2002)